# Ferdinando Paini
Ferdinando Paini (Valera, 20 febbraio 1773 – ...) è stato un compositore italiano.
Ferdinando Paini (anche Pajini) visse per di più al di fuori del Ducato di Parma, componendo numerose opere, rappresentate in importanti teatri.

## Lavori

### Opere
- La semplice (1814)
- La figlia dell'aria (1815)
- Il portantino
- La cameriera astuta
- La moglie saggia